# Скрипникова Лариса Григорівна
Лари́са Григо́рівна Скри́пникова, до шлюбу Бовкун (*16 серпня 1941, м. Київ) — українська громадська діячка в діаспорі, почесна голова Карельської республіканської громадської організації «Товариство української культури „Калина“», членкиня президії двох скликань Української всесвітньої координаційної ради від Північно-Західного регіону Росії.

## Життєпис

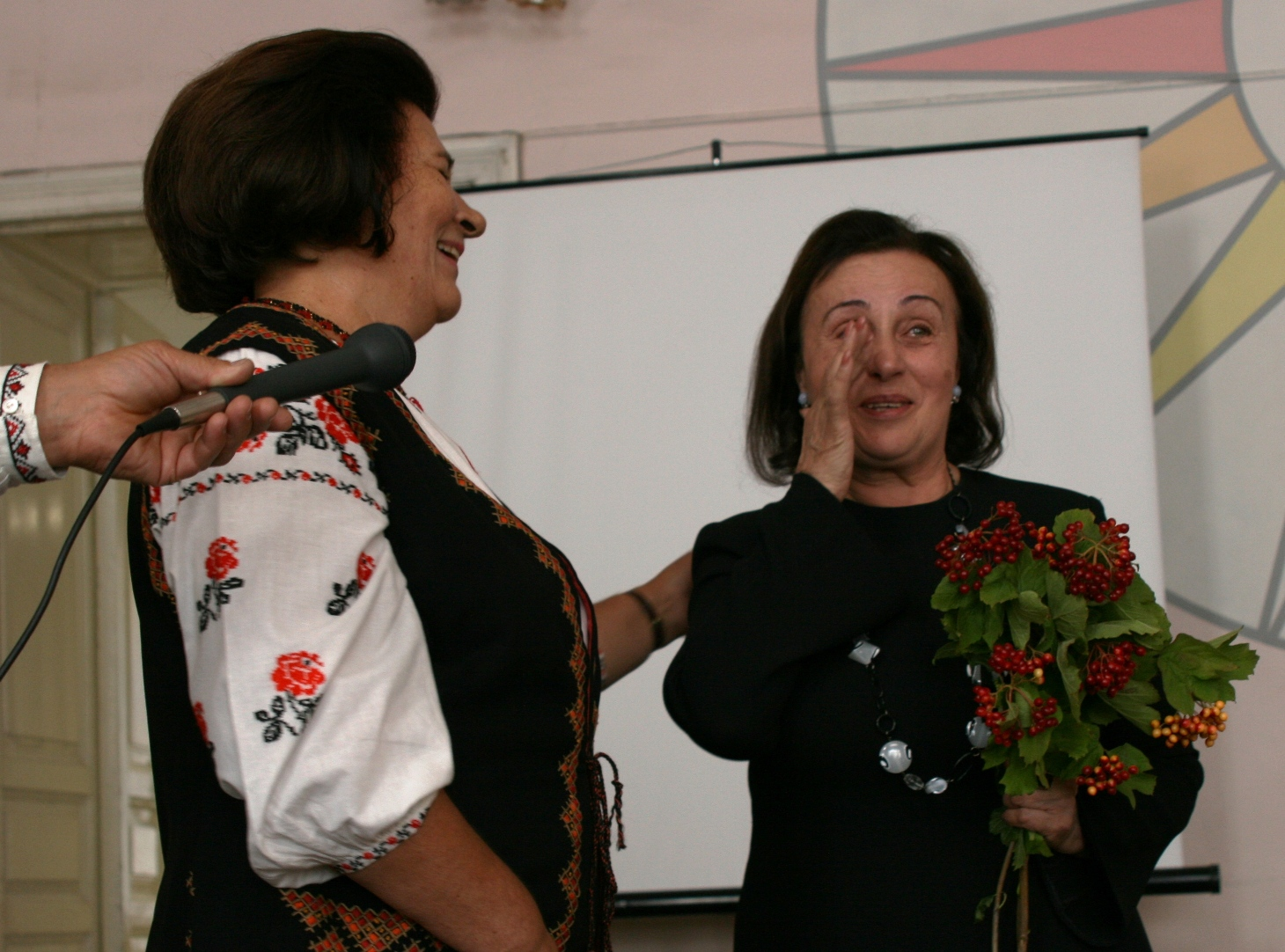
Лариса Скрипникова (справа): сльози радості від зустрічі з українцями (Петрозаводськ, 2008)

Народилася в Києві, батьки — українці, вчителі: батько — математик, мати — філолог. Навчалася і зростала в Україні, у дитинстві та юності жила в Рівному і Львові. Закінчила технікум у Львові та Всесоюзний політехнічний інститут (заочно), спеціальність — теплотехнік промислових печей. Згодом 30 років працювала в Рязані на великому машинобудівному заводі, де зробила кар'єру від майстрині до директора державного підприємства з ремонту промислових печей. Після смерті чоловіка приїхала до доньки в Петрозаводськ.

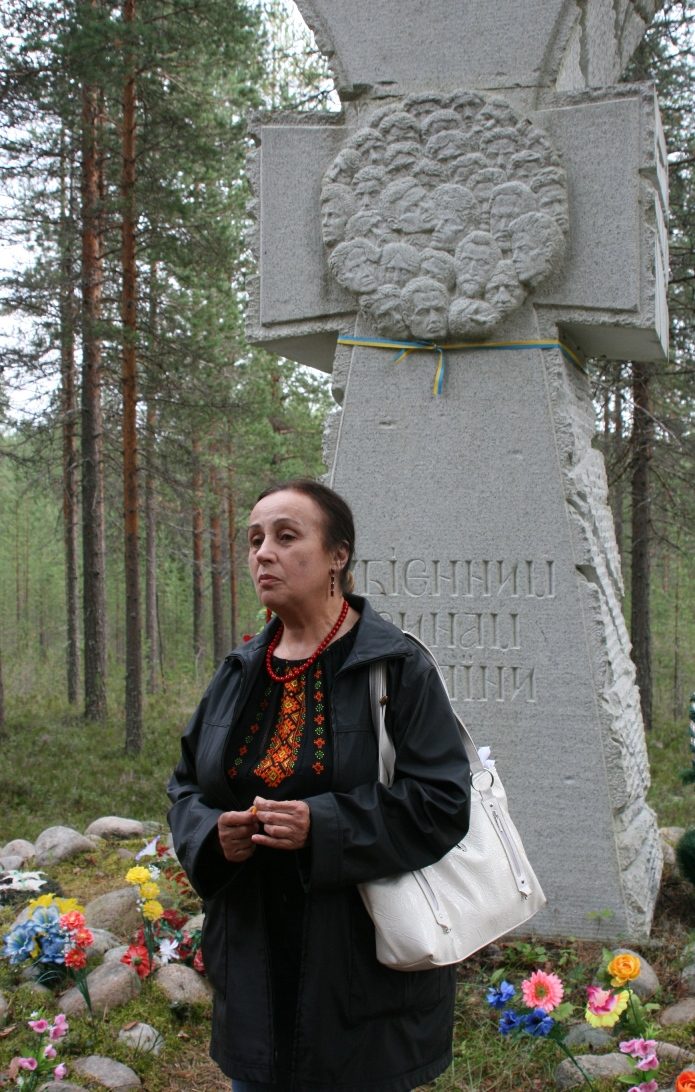
Лариса Скрипникова промовляє на мітингу біля Козацького хреста «Убієнним синам України» (Сандармох, 2009). Фото Сергія Шевченка

 В українській громаді Карелії з 1993 року. З 1996-го — член, потім заступниця голови правління Товариства української культури «Калина». Згодом — голова правління цієї організації (2000—2012), за активної участі якої в Медвеж'єгорському районі Карелії на меморіальному кладовищі «Сандармох» зусиллями світового українства встановлено пам'ятник — Козацький хрест «Убієнним синам України» (2004).
У Петрозаводську організувала дитячий фольклорний колектив «Українські ластівки», учасниця хору «Українська пісня».
Авторка-упорядниця книжки «Убієнним синам України. Сандармох» (Петрозаводськ, 2005; перевидана 2006), буклету «Наші Соловки», книжки «Моя Карелія, моя Україна» (2009). Авторка публікацій у періодиці, альманасі «Київський журналіст» (стаття «Сонце в темряву внести…»).
Брала активну участь в організації та проведенні науково-практичної конференції в Петрозаводську, урочищі Сандармох та на Соловках «Українці Європейської Півночі» (3-7.09.2003), учасниця низки міжнародних і всеукраїнських науково-практичних конференцій. Делегатка кількох Всесвітніх форумів українців. Член організації «Соловецьке братство».

## Нагороди, відзнаки
- Орден княгині Ольги II, III ст.[2][3].
- Почесна грамота Верховної Ради України.

## Захоплення
Займалася парашутним спортом, здобула перемогу на всесоюзних змаганнях у Фергані (1963).